# Vlkoš (Přerov)
Vlkoš é uma comuna checa localizada na região de Olomouc, distrito de Přerov.